# Arquà Petrarca
Arquà Petrarca je italské městečko v oblasti Benátska (italský region Veneto) v provincii Padova.

## Geografie
Toto malebné italské městečko připomíná svým charakterem spíše krajinu Toskánska než Benátska. Rozkládá se mezi Euganejskými vrchy.
Sousední obce: Baone, Galzignano Terme, Monselice.

## Historie

### Název města
Název města je odvozen z latinského názvu Arquatum nebo Arquata, který byl v dobách Benátské republiky změněn na Arquada a poté na Arquà.
V roce 1868 po připojení Benátska k Italskému království byl název změněn na Arquà Petrarca, na počest italského renesančního literáta Francesca Petrarky, který zde prožil poslední roky svého života a je tady i pochován.

### Dějiny města
- 1000 př. n. l. – usadili se zde Venéti. Přinesli nový život a civilizaci.
- 50 př. n. l. – jako spojenci Římanů v boji proti Galům, Venéti získávají občanství a území Arquatum
- 985 – zdokumentována existence hradu z časů Karla Velikého v Arquě, který v roce 990 poté císař Ota I. Veliký dá jako věno dceři Adě.
- 13. stol. – Arquà pod Padovskou republikou, je sídlem purkmistra. Vesnice se stává městem s typickou zástavbou.
- 1308–1405 – stává se vikářským sídlem.
- 1405 – Arquà se stává částí Benátské republiky až do roku 1797, kdy je Benátsko připojeno k Rakousku-Uhersku
- 1866 – připojeno k Italskému království

### Francesco Petrarca

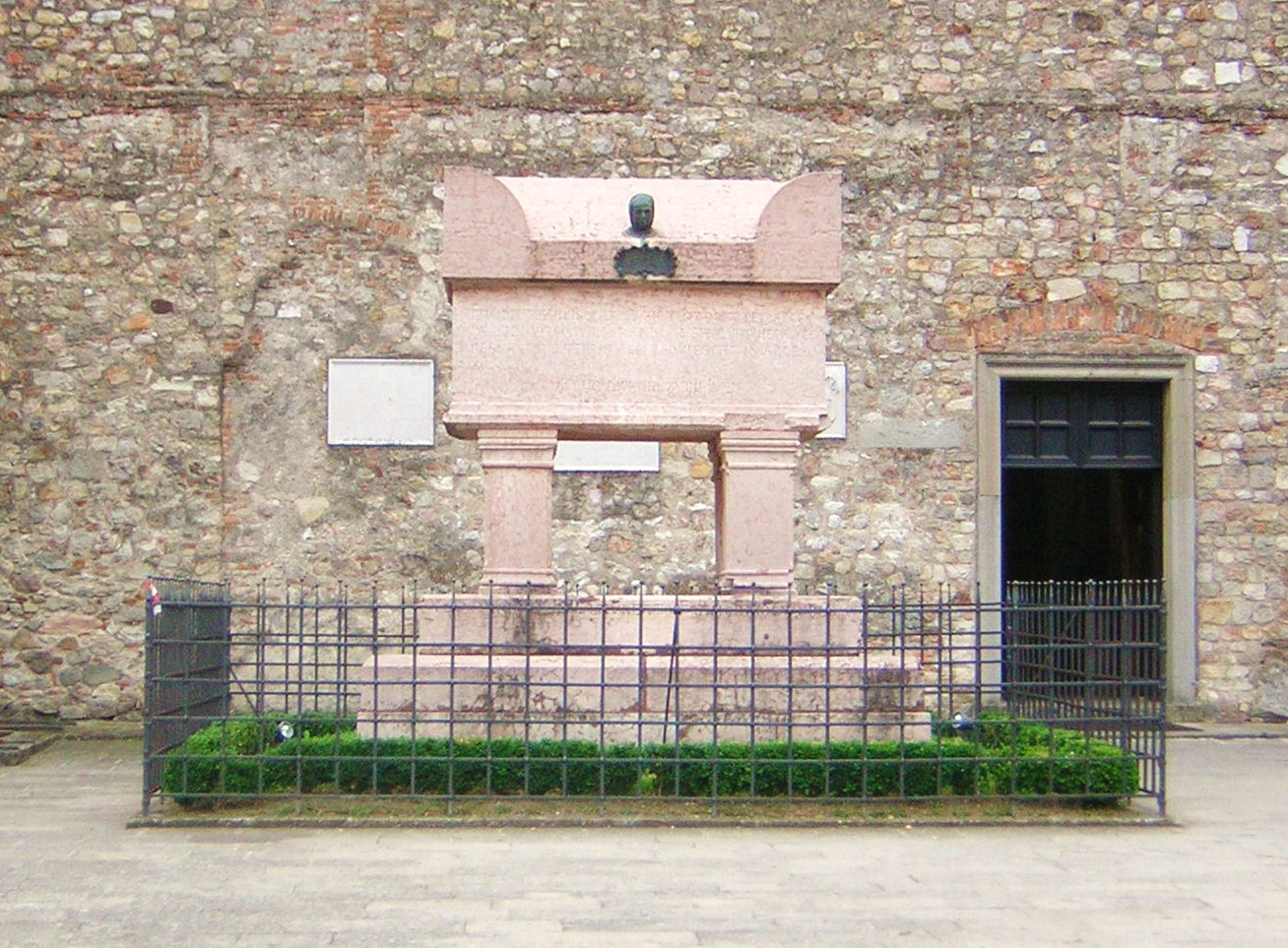
Náhrobek Francesca Petrarcy

Francesco Petrarca (1304–1374), básník a literát, se zde usadil v březnu roku 1370 poté, co zde koupil půdu a zrestauroval dům, který se pak stal jeho domovem. Básníkův pobyt však byl jen krátký. Zemřel zde o 4 roky později v den svých 70. narozenin. Byl nalezen mrtev, s hlavou na rozečtené knize. Dnes je v domě umístěno muzeum k jehož nejvzácnějším exponátům patří návštěvní kniha s podpisy W. A. Mozarta nebo lorda Byrona. U místního kostela stojí Petrarcův náhrobek z růžového mramoru. Hrob byl pak několikrát vykraden – dokládá to i fakt, že se při nedávném antropologickém průzkumu zjistilo, že si někdo dokonce odnesl i básníkovu lebku. Lebka, která je totiž v hrobě pohřbena s Petrarcovým tělem, je ženská.

## Partnerská města
- Fontaine de Vaucluse, Francie

## Vývoj počtu obyvatel
Počet obyvatel